# ستة بنسات (عملة بريطانية)
قطعة ستة بنسات البريطانية (/ˈsɪkspəns/) قطعة الدباغة، فئة من العملات المعدنية الإسترلينية بقيمة 1⁄40 نصف شلن. سُكت لأول مرة في عام 1551، في عهد إدوارد السادس، تداولت حتى عام 1980. صُنعت العُملة من الفضة منذ ظهورها في عام 1551 حتى عام 1947، وبعد ذلك من النحاس والنيكل.
قَبل يوم العشرية في عام 1971، يَستخدِم الجنيه الإسترليني النظام النقدي الكارولينجي (£sd)، حيث أكبر وحدة هي الجنيه (£)، ويمكن تقسيمها إلى 20 شلن (s)، كل منها يساوي 12 بنس (د)، وهي قيمة عُملتين معدنيتين قبل العشرية بقيمة ستة بنسات. بعد التحويل إلى النظام العشري، أصبحت قيمة الستة بنسات القديمة 21⁄2 بنس جديد (0.025 جنيه إسترليني).
في عام 2016، بدأت دار سك العملة الملكية في سك عُملات معدنية جديدة من فئة ستة بنسات عشرية (القيمة الاسمية 0.06 جنيه إسترليني) كإصدارات تذكارية؛ وانتتجت هذه العُملات المعدنية لكل عام منذ ذلك الحين، واُسك من الفضة الإسترلينية. لم تُصمم هذه العُملات للتداول كعملة نقدية، ولكن مثل العملات القديمة، لا تزال هذه العملات المعدنية لها استخدامات خاصة في تقاليد عيد الميلاد وحفلات الزفاف؛ راجع. § Cultural significance أدناه.

## تاريخ
سُكت أول ستة بنسات في عام 1551، في عهد إدوارد السادس. ونشأت هذه العُملات نتيجة لانخفاض قيمة العُملات الفضية في أربعينيات القرن السادس عشر، وخاصة عملة التستون الفضية، انخفضت قيمتها من 12 بنسا إلى 6 بنسات. من المرجح أن يكون التستون المخفض القيمة مفيدًا في المعاملات اليومية، وتقرر تقديم عملة جديدة بقيمة صريحة تبلغ ستة بنسات. انخفضت قيمة التستون لأن قيمة العُملات المعدنية، على عكس اليوم، كانت تتحدد بالقيمة السوقية للمعدن الذي تحتويه، وخلال عهد هنري الثامن انخفضت درجة نقاء الفضة في العُملات المعدنية بشكل كبير.
سُكت العُملات المعدنية من فئة ستة بنسات في عهد كل ملك بريطاني بعد إدوارد السادس، وكذلك في عهد الكومنولث، مع عدد كبير من الاختلافات والتعديلات على مر السنين. خلال عهد جورج الثاني، صُمم عدد من الإصدارات بواسطة جون سيجيسموند تانر، الذي أصبح كبير النقاشين في دار سك العملة الملكية، وقد قيل أن هذا هو أصل لقب "تانر"، وهو اسم شائع للعُملة حتى ظهور النظام العشري. التفسير البديل للقب هو أنه يأتي من الكلمة الأنجلورومانية tawno" معنى شيء صغير.

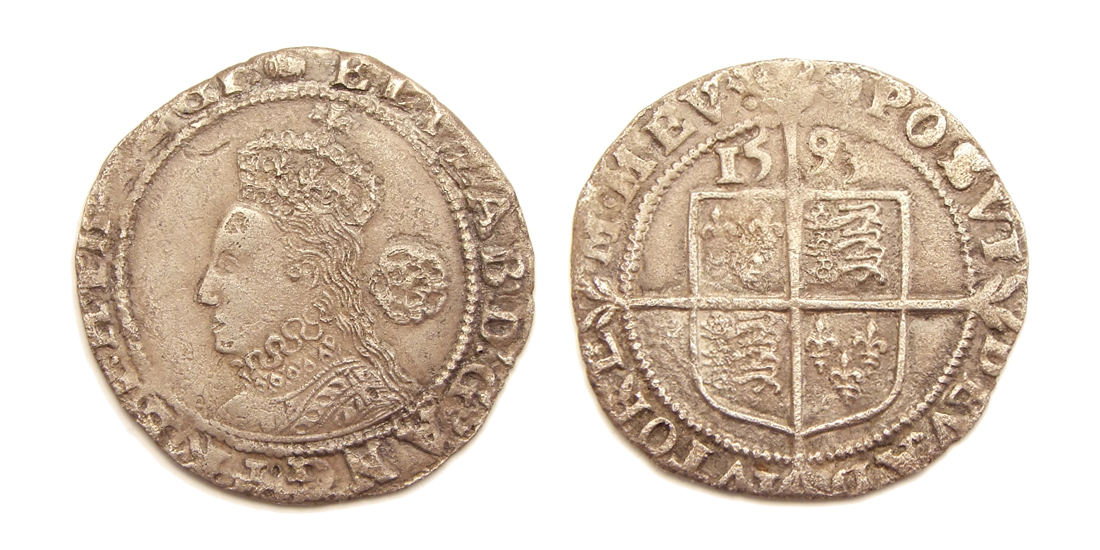
ستة بنسات للملكة إليزابيث الأولى ، تم ضربها في عام 1593 في دار سك العملة

قامت دار سك العُملة الملكية ببرنامج إعادة سك ضخم في عام 1816، سُكت كميات كبيرة من العُملات الذهبية والفضية. كانت الإصدارات السابقة من العُملات الفضية غير منتظمة، والإصدار السابق، الذي صدر عام 1787، لم يفعل الكثير لتخفيف النقص المزمن في العُملات الفضية المتداولة بشكل عام. كان من المقرر أن تكون العملات الفضية الجديدة من معيار 0.925 (جنيه إسترليني)، مع سك العُملات الفضية بقيمة 66 شلنًا لوزن الجنيه. ومن ثم، فإن العُملات المعدنية الجديدة التي سكت حديثًا تزن ستة بنسات. 1⁄11 أونصة طروادة، تعادل 43.636 حبة أو 2.828 غرام.
قامت دار سك العملة الملكية بتخفيض قيمة العُملات الفضية في عام 1920 من 92.5% فضة إلى 50% فضة. سُكت ستة بنسات من كلا السبائك في ذلك العام. وقد حدث هذا التخفيض بسبب ارتفاع أسعار الفضة في جميع أنحاء العالم، وتبع ذلك الاتجاه العالمي نحو إزالة الفضة أو تقليل نقائها في العُملات المعدنية. توقف سك العملة الفضية للجنيه الإسترليني تمامًا في عام 1946 لأسباب مماثلة، تفاقمت بسبب تكاليف الحرب العالمية الثانية. سُكت العُملات "الفضية" الجديدة بدلاً من ذلك من النحاس والنيكل، وهو سبيكة من النحاس والنيكل لا تحتوي على الفضة على الإطلاق.
بدءًا من مقترحات اللورد روتسلي في عشرينيات القرن التاسع عشر، هناك محاولات مختلفة لتقليص قيمة الجنيه الإسترليني إلى عشرية على مدى القرن والنصف التاليين. ولكن هذه المحاولات لم تسفر عن أي نتيجة تذكر حتى ستينيات القرن العشرين، عندما أصبحت الحاجة إلى عُملة أكثر ملاءمة للحسابات النقدية البسيطة مُلحة. اعلن عن قرار التقسيم العشري في عام 1966، حيث قُسم الجنيه إلى 100 بنس بدلاً من 240 بنس. تحدد يوم 15 فبراير 1971 كيوم العشري، وقُدمت مجموعة كاملة من العُملات المعدنية الجديدة. ظلت العملات المعدنية من فئة الستة بنسات بمثابة عملة قانونية، بقيمة 21⁄2 بنس جديد، حتى 30 يونيو/حزيران 1980.

### ستة بنسات عشرية لعام 2016
في عام 2016، بدأت دار سك العُملة الملكية في سك عُملات قانونية بقيمة ستة بنسات عشرية من الفضة الإسترلينية، والمقصود منها أن تكون عُملات تذكارية لموسم عيد الميلاد. هذه العُملات المعدنية أثقل وزنًا من العُملات المعدنية من فئة ستة بنسات ما قبل عام 1970 (3.35 غرامًا بدلاً من 2.83 غرامًا)، ولها فئة ستة بنسات جديدة (6p) بدلاً من ستة بنسات قديمة (6د). صُمم الوجه الخلفي الجديد بواسطة جون بيرجدال.

## تصميم
تتميز العُملات المعدنية من فئة ستة بنسات الصادرة في عهد إدوارد السادس بصورة للملك على الوجه الأمامي، مع وردة تيودور على اليسار، والفئة VI على اليمين. يحيط بالصورة نقش EDWARD VI D G AGL FRA Z HIB REX، أو ما شابه، ويعني " إدوارد السادس، بفضل الله، ملك إنجلترا وفرنسا وأيرلندا". تحمل جميع العُملات المعدنية من فئة ستة بنسات التي سُكت في عهد الملوك والملكات اللاحقين نقشًا مشابهًا على الوجه الأمامي لتحديد الملك (أو اللورد الحامي أثناء الكومنولث)، مع تبديل الصورة عادةً من مواجهة اليسار إلى مواجهة اليمين، أو العكس، بين الملوك. ويَظهر على الوجه الخلفي شعار الأسلحة الملكية لإنجلترا، محاطًا بالنقش POSVI DEVM ADIVTORE MEVM، أو أحد المتغيرات، والذي يعني " لقد جعلت الله معينًا لي".

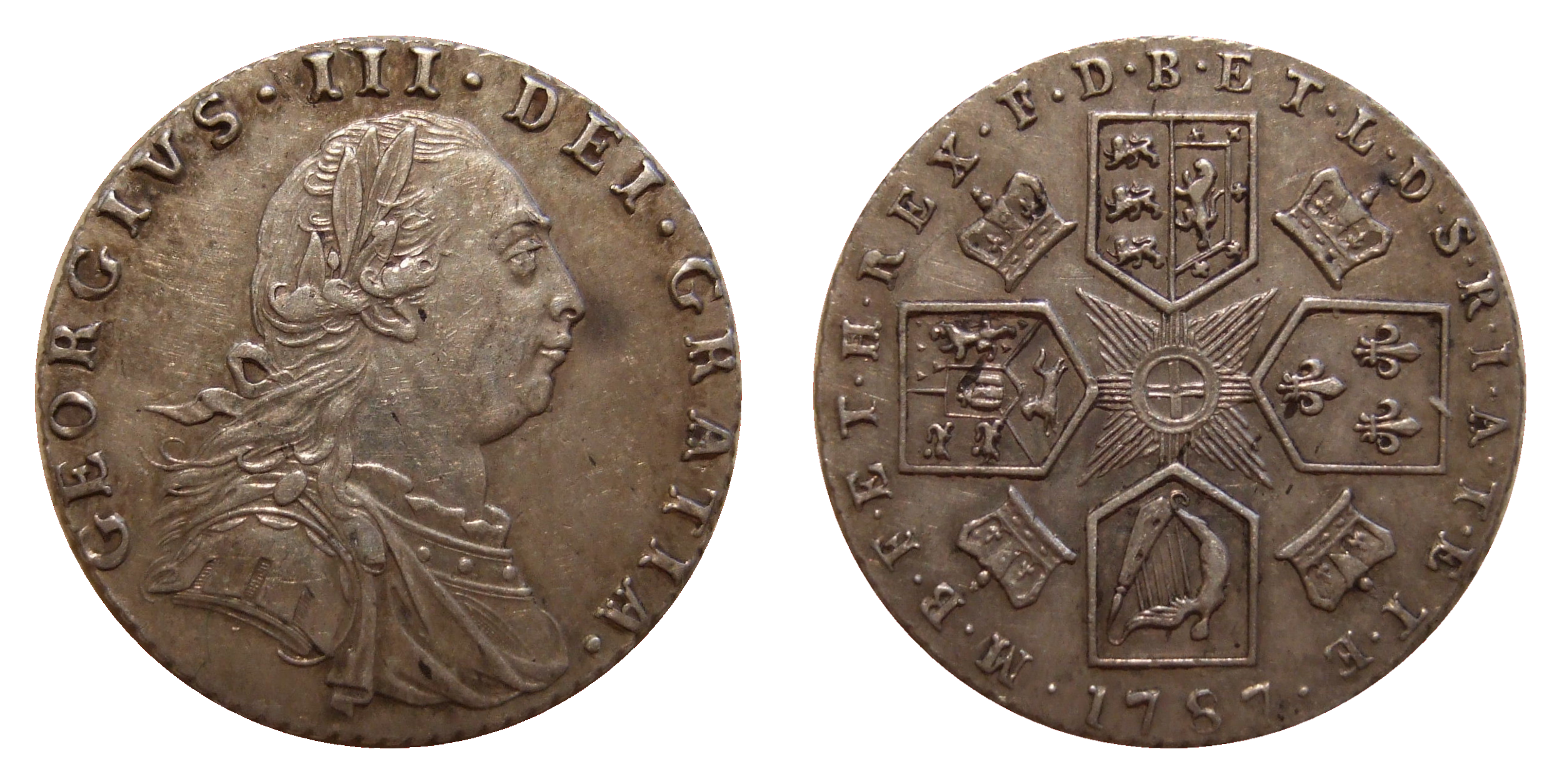
الوجه والظهر للعملة المعدنية من فئة ستة بنسات الصادرة عام 1787، والتي تصور جورج الثالث

بدءًا من إليزابيث، تحمل العُملات المعدنية سنة سكها مطبوعة على الجانب الخلفي. على نحو غير مُعتاد، تُطحن العُملات المعدنية من فئة ستة بنسات التي سُكت في عامي 1561 و 1562، أي انتجت بواسطة آلة وليس يدويًا، باستخدام مكبس الفرنسي إيلوي ميستريل، الذي منحته الملكة سلطة سك العُملات المعدنية. على الرغم من إن جودة العُملات المعدنية ذات الستة بنسات كانت أعلى من جودة العُملات المعدنية المطروقة، إلا إن إنتاجها كان أكثر تكلفة، توقف سك العُملات المعدنية الآلية في عام 1572. ظلت العُملات المعدنية متداولة لأكثر من مائة عام، استغرق الأمر حتى عهد تشارلز الثاني حتى سُكت العُملات المعدنية المضروبة بالجنيه الإسترليني مرة أخرى. لم تعد العُملات المعدنية من فئة ستة بنسات التي سُكت بعد فترة تيودور تحمل وردة تيودور على الوجه الأمامي.
تتميز العُملات المعدنية المبكرة المكونة من ستة بنسات من عهد جيمس الأول بالنقش العكسي البديل EXVRGAT DEVS DISSIPENTVR INIMICI، ويعني " دع الله ينهض وأعداؤه يتشتتون"، ليصبح QVAE DEVS CONIVNXIT NEMO SEPARET، ويعني " ما جمعه الله فلا يفرقه إنسان" بعد عام 1604. تتبع عملات تشارلز الأول ذات الستة بنسات التصميم المعتاد، باستثناء العملات المعدنية التي سُكت بعد عام 1630 لا تحمل تاريخًا، ويقرأ النقش العكسي CHRISTO AVSPICE REGNO، بمعنى " أنا أحكم تحت رعاية المسيح".
خلال بداية فترة حماية أوليفر كرومويل، لم تُسك صورة على الوجه الأمامي للعملة– بل كان هناك درع معرب بالزخارف ويضم صليب القديس جورج، محاطًا بالنقش "كومنولث إنجلترا". أما الوجه الخلفي فكان يحتوي على درعي إنجلترا وأيرلندا، محاطين بالنقش "الله معنا". في عام 1656، استُؤنِف سك العُملات، وهذه المرة باستخدام آلة الفرّاش الفرنسي بيتر بلونديو. كان الوجه الأمامي لعملات كرومويل يتضمن صورة له على غرار الأباطرة الرومان، محاطًا بنقش مشابه لتلك التي كانت على عملات الملوك السابقين.
باستثناء عدد قليل من الأمثلة المبكرة، استمرت العُملات المعدنية من فئة ستة بنسات التي أصدرها تشارلز الثاني في صكها آليًا، واستمرت الممارسة المعتادة المتمثلة في وضع صورة الملك على الوجه الأمامي. ويتضمن الوجه الخلفي للعُملة تصميمًا جديدًا يتكون من أربعة دروع مُرتبة على شكل صليب، مع نقش يوضح أسلوب الملك مُقسمًا على جانبي العُملة. مع بعض التغيرات الطفيفة، مثل الجهاز الموجود في وسط الدروع، والتصميمات الموجودة بين الدروع، استمر سك هذا التصميم الأساسي طوال عهد جورج الثالث.

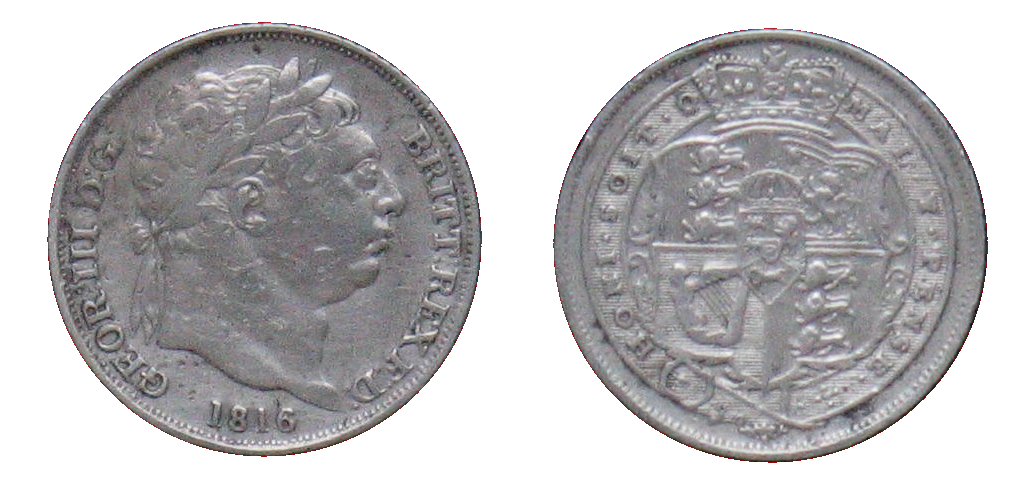
ستة بنسات من عام 1816، تظهر تصميم ما بعد إعادة سك العملة

تحمل العُملات المعدنية التي تُسك بعد إعادة سك العُملة الكبرى عام 1816 شعار النبالة الملكي على الوجه الخلفي، محاطًا برباط الساق، الذي يحمل الكلمات HONI SOIT QUI MAL Y PENSE، وهي كلمة فرنسية متوسطة تعني " عار على من يفكر في الأمر بشكل سيء". تشبه عُملات جورج الرابع ذات الستة بنسات تلك التي أصدرها سلفه، في بعض الإصدارات يستبدل الرباط المحيط بالدرع بشعارات زهرية تمثل إنجلترا واسكتلندا وأيرلندا، مع نقش ANNO متبوعًا بسنة السك أدناه.

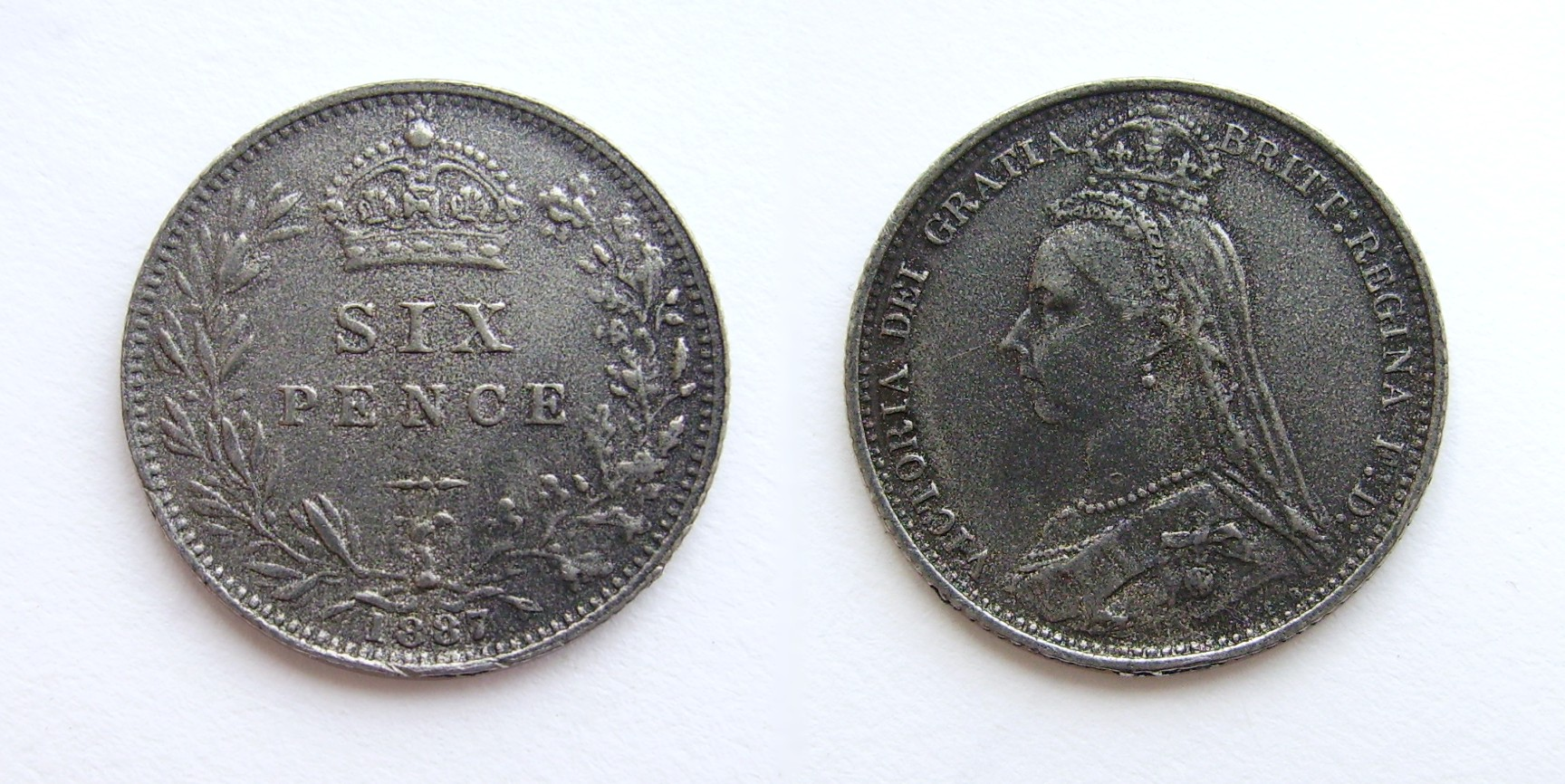
عملة معدنية من فئة ستة بنسات من عام 1887 يظهر الوجه الخلفي البسيط لـ SIX PENCE في المنتصف مع صورة الملكة فيكتوريا على الوجه الأمامي

تتميز عُملة ويليام الرابع المكونة من ستة بنسات بوجود وجه خلفي أبسط، يتألف من الكلمات SIX PENCE في المنتصف، مع تاج في الأعلى، والتأريخ في الأسفل، وإكليل من الزهور يحيط به. باستثناء إصدار 1887 الذي سُحب، تشترك العُملات المعدنية ذات الستة بنسات التي تحمل اسم فيكتوريا وإدوارد السابع في هذا الوجه الآخر. الوجه الخلفي للعُملة الصادرة عام 1887 يتطابق إلى حد كبير مع العُملات المعدنية التي صدرت بعد عام 1816 تحت حكم جورج الثالث. يشترك هذا العكس مع نصف الجنيه الإسترليني، وبما إن الاثنين لهما حجم متشابه، فقد نشأت مشكلة مع الناس الذين يمررون ستة بنسات على إنها نصف جنية. وافقت الحكومة على سحب العُملة من التداول في نوفمبر/تشرين الثاني 1887 وتغيير الوجه الخلفي.
يتميز ظهر العُملات المعدنية من فئة ستة بنسات جورج الخامس التي سُكت قبل عام 1926 بتصميم ظهر بديل يتكون من تاج يعلوه أسد، بينما تتميز العُملات المعدنية التي سُكت بعد عام 1926 بتصميم يتكون من ستة أغصان من خشب البلوط مقسمة بواسطة ستة حبات بلوط. لم يُسك سوى عدد قليل من العُملات المعدنية ذات الستة بنسات التي أصدرها إدوارد الثامن، ولم يدخل أي منها التداول. تتميز هذه العُملات بوجه مختلف مرة أخرى، حيث يتكون من ست حلقات مترابطة، مع نقش SIXPENCE في الأسفل وجزء من أسلوب الملك منقوش في الأعلى. بشكل غير عادي، يواجه ملف تعريف إدوارد الثامن على العُملات المعدنية نفس طريقة مواجهة سلفه.
تتميز العُملات المعدنية ذات الستة بنسات لجورج السادس بوجهين مختلفين، وكلاهما يتميز برمز ملكي متوج. تتميز العُملات التي سُكت قبل عام 1949 بخط أكثر زاوية من تلك التي سُكت بعد ذلك. هذه العُملات اللاحقة لا تحمل الاختصار IND IMP، لأن الملك لم يعد إمبراطورًا للهند. جاء التغيير النهائي في تصميم العملة المعدنية ذات الستة بنسات في عام 1953 عندما صُمم وجه خلفي جديد للعُملة المعدنية ذات الستة بنسات الخاصة بالملكة إليزابيث الثانية. تتميز هذه العُملات المعدنية بتصميم زهري من تصميم إدغار فولر وسيسيل توماس على الوجه الخلفي، يتكون من وردة، شوك، نبات البرسيم والكراث، تمثل الأمم الأربع.

## الأهمية الثقافية

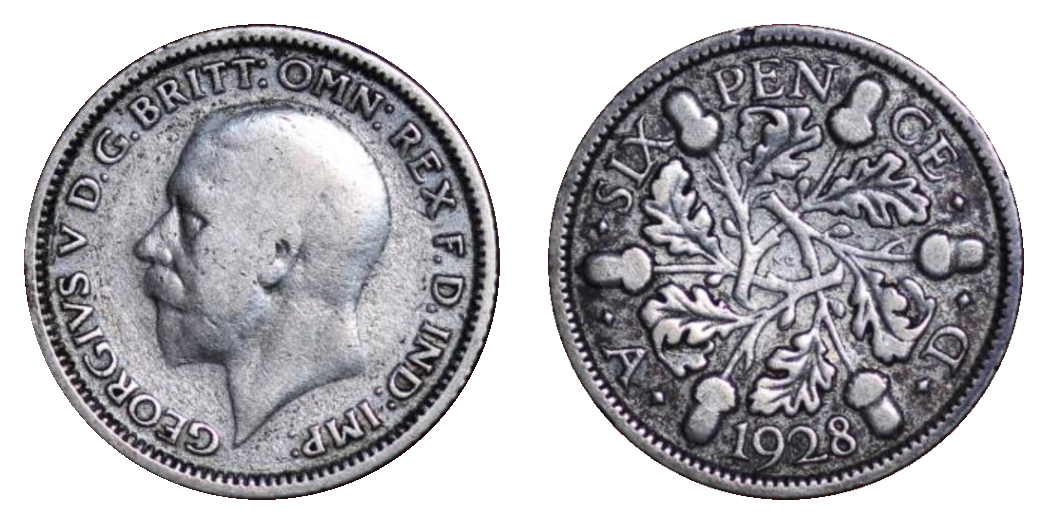
الوجه والظهر للعملة المعدنية من فئة ستة بنسات الصادرة عام 1928، والتي تصور جورج الخامس

مع اختفاء إمدادات العُملات الفضية فئة الثلاثة بنسات ببطء، استبدلتها العُملات المعدنية فئة الستة بنسات التي تُوضع تقليديًا في حلوى عيد الميلاد. منذ العصر الفيكتوري فصاعدًا، أصبح من التقليد خلط ثلاثة بنسات أو ستة بنسات في المكونات عند تحضير بودنغ عيد الميلاد، حيث يُعتقد إن العُملة المعدنية تمنح الحظ السعيد. يُحضر الخليط في يوم الأحد الأخير قبل بداية زمن المجيء، تُوضع العُملة المعدنية في الخليط، ثم يقوم كل فرد من أفراد الأسرة بتحريك الخليط. عندما يتعلق الأمر بتناول الحلوى في يوم عيد الميلاد، فإن من يجد الستة بنسات في قطعة الحلوى الخاصة به سوف ينال حظًا سعيدًا في العام القادم.
في بريطانيا، هناك تقليد معروف يتمثل في ارتداء العروس "شيئًا قديمًا، شيئًا جديدًا، شيئًا مستعارًا، شيئًا أزرق، و ستة بنسات فضية في حذائها". إن وضع ستة بنسات فضية في حذاء العروس هو لفتة زفاف تقليدية لجلب الحظ السعيد؛ وعادة ما يضع والد العروس الستة بنسات، كرمز لتمنياته لها بالرخاء الحب والسعادة في زواجها.
كما تُستخدم أيضًا كتميمة حظ سعيد من قِبل طاقم سلاح الجو الملكي الذين يقومون بخياطتها خلف أجنحتهم أو براءاتهم، وهي عادة يعود تأريخها إلى الحرب العالمية الثانية.
ظَهرت الكلمة العامية القديمة "ثني" للإشارة إلى العُملة المعدنية ذات الستة بنسات عندما كانت العُملة تحتوي على نسبة عالية من الفضة ويمكن ثنيها بسهولة، وفي بعض الأحيان كان ذلك عمدًا لإنشاء رمز للحب. يزعم موقع دار سك العملة الملكية إن تعبير "الذهاب في نوبة شرب" (الانغماس في جلسة شرب مفرطة) مُشتق من هذا المعنى عندما كان بإمكان المرء أن يشرب طوال اليوم في الحانات مُقابل ستة بنسات.
في مسرحية شكسبير حلم ليلة منتصف الصيف (الفصل الرابع، المشهد الثاني)، نتعلم إنه بسبب غيابه (كان غارقًا في كوخ تيتانيا) يتنازل بوتوم النساج عن ستة بنسات يوميًا مدى الحياة من ثيسيوس دوق أثينا. في العصر الإليزابيثي، كانت ستة بنسات تقريبًا بِمثابة أجرة يومية للعمالة الريفية في المقاطعات. وباستخدامها، قد يشتري المرء عشاءين، أو ستة عروض لمسرحية هاملت بين الجمهور في مسرح غلوب، أو نسخة غير مجلدة من المسرحية نفسها.
في رواية ديفيد كوبرفيلد، يَصف تشارلز ديكنز كيف تعامل بطل الرواية مع سائق عربة في الشارع بشأن أخذ صندوق سفره إلى مكتب حافلات في لندن: "أخبرته إن صندوق سفري كان في نهاية ذلك الشارع هناك، وأردت منه أن يأخذه إلى مكتب حافلات دوفر مقابل ستة بنسات"، رد: "انتهى أمرك من أجل تانر!"

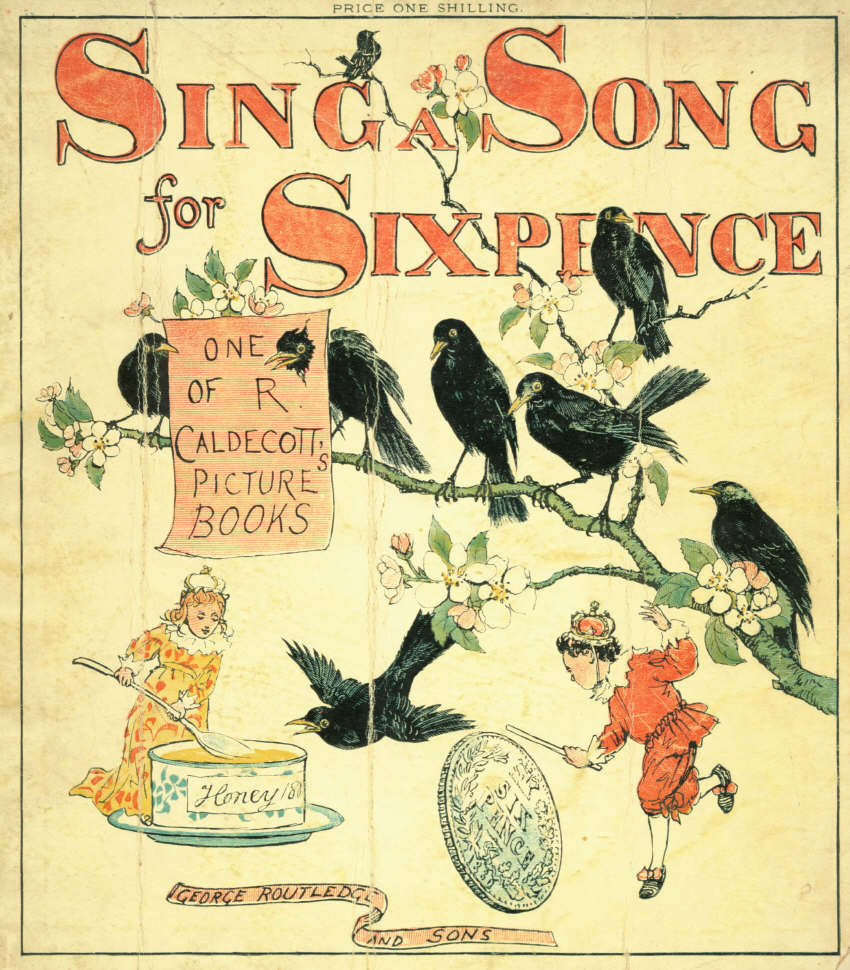
غلاف كتاب راندولف كالديكوت المصور " غن أغنية مقابل ستة بنسات" (1880)

تظهر الستة بنسات أيضًا في أعمال أخرى من الثقافة الشعبية والأدب البريطاني. يَظهر في عنوان رواية الكاتب دبليو سومرست موغام عام 1919، القمر وستة بنسات، ويَظهر في كل من العنوان وكأداة مؤامرة في رواية مايكل باراسكوس بحثًا عن ستة بنسات. تَظهر الستة بنسات في أغنية الأطفال الإنجليزية "غن أغنية الستة بنسات" التي نُشرت في لندن عام 1744. نصف ستة بنسات هو عنوان المسرحية الموسيقية التي عُرضت على مسرح ويست إند عام 1963، والفيلم الموسيقي اللاحق الذي صدر عام 1967، المقتبس من رواية هـ. ج. ويلز كيبس.
"لقد حصلت على ستة بنسات" هي أغنية يعود تأريخها إلى عام 1810 على الأقل. نُشرت نسخة مفصلة في عام 1941، كلمات وألحان إلتون بوكس وديزموند كوكس. يحكي المغني قصة إنفاق بنسين (لكل بيت) حتى "لم يبق لديه أي بنسين لإرساله إلى زوجتي- المسكينة".
يفضل بعض عازفي الجيتار صلابة العُملة المعدنية على مرونة الريشة البلاستيكية التقليدية؛ من بينهم بريان ماي من فرقة كوين وإيان بيرنسون من مشروع آلان بارسونز. في وقت ما، طَبعت دار السك الملكية عُملات معدنية بحجم ستة بنسات تحمل رأسه، واستخدمها وتبرع بها وباعها باعتبارها ريشته المميزة.
Sixpence None the Richer (المعروفة أيضًا باسم ستة بنسات) فرقة روك أمريكية استوحيت اسمها من مقطع من كتاب Mere Christianity للكاتب C. S. Lewis .
بدأت شركة Penguin Books بيع الكتب في ثلاثينيات القرن العشرين مِن خلال متاجر Woolworths وغيرها مِن متاجر الشوارع الرئيسية مقابل ستة بنسات.

## سك العملة
فيكتوريا
- 1838 - 1,607,760
- 1839 - 3,310,560
- 1840 - 2,098,800
- 1841 - 1,386,000
- 1842 - 601,920
- 1843 - 3,160,080
- 1844 - 3,160,080
- 1845 - 3,714,480
- 1846 - 4,268,880
- 1848 - 586,080
- 1850 - 489,960
- 1851 - 2,288,107
- 1852 - 904,587
- 1853 - 3,837,930
- 1854 - 840,116
- 1855 - 1,129,084
- 1856 - 2,779,920
- 1857 - 2,233,440
- 1858 - 1,932,480
- 1859 - 4,688,640
- 1860 - 1,100,880
- 1862 - 990,000
- 1863 - 491,040
- 1864 - 4,253,040
- 1865 - 1,631,520
- 1866 - 5,140,080
- 1867 - 1,362,240
- 1868 - 1,069,200
- 1869 - 388,080
- 1870 - 479,613
- 1871 - 3,662,684
- 1872 - 3,382,049
- 1873 - 4,594,733
- 1874 - 4,225,726
- 1875 - 3,256,646
- 1876 - 941,435
- 1877 - 4,066,486
- 1878 - 2,624,525
- 1879 - 3,326,313
- 1880 - 3,892,051
- 1881 - 6,239,447
- 1882 - 759,809
- 1883 - 4,986,558
- 1884 - 3,422,565
- 1885 - 4,652,771
- 1886 - 2,728,249
- 1887 - 3,675,607
- 1888 - 4,197,698
- 1889 - 8,738,928
- 1890 - 9,386,955
- 1891 - 7,022,734
- 1892 - 6,245,746
- 1893 - 7,351,000
- 1894 - 3,467,704
- 1895 - 7,024,631
- 1896 - 6,651,699
- 1897 - 5,031,498
- 1898 - 5,914,100
- 1899 - 7,996,804
- 1900 - 8,984,354
- 1901 - 5,108,757

إدوارد السابع
- 1902 - 6,372,501
- 1903 - 5,410,096
- 1904 - 4,487,098
- 1905 - 4,235,556
- 1906 - 7,641,146
- 1907 - 8,733,673
- 1908 - 6,739,491
- 1909 - 6,584,107
- 1910 - 12,490,724

جورج الخامس
- 1911 - 9,161,317
- 1912 - 10,984,129
- 1913 - 7,499,833
- 1914 - 22,714,602
- 1915 - 15,694,597
- 1916 - 22,207,178
- 1917 - 7,725,475
- 1918 - 27,558,743
- 1919 - 13,375,447
- 1920 - 14,136,287
- 1921 - 30,339,741
- 1922 - 16,878,896
- 1923 - 6,382,793
- 1924 - 17,444,218
- 1925 - 12,720,558
- 1926 - 21,809,621
- 1927 - 68,939,873; 15,000 (Proof)
- 1928 - 23,123,384
- 1929 - 28,319,326
- 1930 - 16,990,289
- 1931 - 16,873,268
- 1932 - 9,406,117
- 1933 - 22,185,083
- 1934 - 9,304,009
- 1935 - 13,995,621
- 1936 - 24,380,171

جورج السادس
- 1937 - 22,328,926
- 1938 - 13,402,701
- 1939 - 28,670,304
- 1940 - 20,875,196
- 1941 - 23,086,616
- 1942 - 44,942,785
- 1943 - 46,927,111
- 1944 - 37,952,600
- 1945 - 39,939,259
- 1946 - 43,466,407
- 1947 - 29,993,263
- 1948 - 88,323,540
- 1949 - 41,355,515
- 1950 - 32,759,468
- 1951 - 40,419,491
- 1952 - 1,013,477

إليزابيث الثانية
- 1953 - 70,363,876
- 1954 - 105,241,150
- 1955 - 109,929,554
- 1956 - 109,841,555
- 1957 - 150,654,290
- 1958 - 123,518,527
- 1959 - 93,089,441
- 1960 - 103,288,346
- 1961 - 115,052,017
- 1962 - 178,359,637
- 1963 - 112,964,000
- 1964 - 152,336,000
- 1965 - 129,644,000
- 1966 - 175,696,000
- 1967 - 240,788,000
- 1970 - 750,476 (Proof Only)

## روابط خارجية
- العملات البريطانية
- تاريخ العملة المعدنية السداسية
- ستة بنسات، نوع من العملات المعدنية من المملكة المتحدة - نادي العملات المعدنية عبر الإنترنت